# Maja Štimac
Maja Štimac (12. travnja 2001.), hrvatska reprezentativna kajakašica i kanuistica. Članica hrvatske reprezentacije u juniorskim kategorijama. Članica Kajak kanu kluba Varteks iz Varaždina. U sklopu reprezentacije sudjelovala je na Svjetskom prvenstvu u sprintu i spustu 2016. godine u Banja Luci. Natjecala se na Svjetskom prvenstvu u spustu i sprintu 2017. godine koje se održalo u Murau, Austrija. U sastavu slalom reprezentacija natjecala se na Europskom prvenstvu u Hohenlinburgu te Svjetskom prvenstvu u Bratislavi. Natjecala se u slalomskim utrkama u sklopu ECA (Europian Canoe Association) juniorskog Kupa u Valstagni u Italiji(16. – 17.06), u njemačkom Augsburgu (23. – 24.06); austrijskom Flattachu (26. – 27.06.) te u Bratislavi u Slovačkoj (30.06. – 01.07.) 2018. godine, a nakon odveslanih ECA kupova Maja u sastavu hrvatske reprezentacije trebala je sudjelovati na Europskom juniorskom i prvenstvu za mlađe juniorke u spustu, koje se održalo u Skopju. Natjecala se na sprint utrkama ECA kupa 2018 te zauzela 2. mjesto na konačnoj rang listi s ukupnih 136 bodova nakon utrka u Skopju, Kolpi, Banka Luci i Češkim Budejovicama.